# 山翀
山翀（1969年11月—），女，汉族，浙江温州人，中华人民共和国舞蹈家，中国歌剧舞剧院一级演员。中国共产党党员，第十一届全国政协委员。

## 生平
1981年开始在浙江省艺术学校学习舞蹈，后考入北京舞蹈学院民族舞剧表演系，1991年毕业后进入中国歌剧舞剧院。
2008年，当选第十一届全国政协委员，代表中华全国青年联合会，分入第十六组。